# 滇西冬青
滇西冬青（学名：Ilex forrestii）是冬青科冬青属的植物，为中国的特有植物。分布于中国大陆的四川、云南等地，生长于海拔1,800米至3,500米的地区，多生长于山谷常绿阔叶林中和杂木林中，目前已由人工引种栽培。

## 别名
福氏冬青（拉汉种子植物名称），怒江冬青（四川植物志）

## 异名
- Ilex forrestii Comber var. glabra S. Y. Hu